# Новожилов, Лаврентий Иванович
Лавре́нтий Ива́нович Новожи́лов (1905—1943) — лейтенант Военно-морского флота СССР, участник Великой Отечественной войны, Герой Советского Союза (1943).

## Биография
Лаврентий Новожилов родился 18 августа 1905 года в деревне Бурцево (ныне — Богородский район Нижегородской области). После окончания четырёх классов школы сначала батрачил, позднее работал на Нижегородском судоремонтном заводе. В 1927—1928 годах проходил службу в Военно-морском флоте СССР. Окончил школу младших командиров. В 1938 году окончил высшие партийные курсы. В 1941 года Новожилов повторно был призван на флот. В боях за Севастополь был ранен.
К ноябрю 1943 года лейтенант Лаврентий Новожилов командовал взводом автоматчиков 386-го отдельного батальона морской пехоты Новороссийской военно-морской базы Черноморского флота. Отличился во время Керченско-Эльтигенской операции. В ночь с 31 октября на 1 ноября 1943 года взвод Новожилова переправился через Керченский пролив и высадился на побережье Керченского полуострова в районе посёлка Эльтиген (ныне — Героевское в черте Керчи). Взводу удалось отразить девятнадцать немецких контратак. В тех боях Новожилов лично уничтожил 1 танк и более 10 солдат и офицеров, но и сам погиб.
Указом Президиума Верховного Совета СССР от 17 ноября 1943 года за «образцовое выполнение боевых заданий командования на фронте борьбы с немецкими захватчиками и проявленные при этом отвагу и геройство» лейтенант Лаврентий Новожилов посмертно был удостоен высокого звания Героя Советского Союза. Также был награждён орденами Ленина и Красной Звезды, рядом медалей.
В честь Новожилова названы посёлок Новожиловка в Белогорском районе Крыма, теплоход, установлен бюст в Богородске.